# 1511
| 1511               |
| ------------------ |
| Dødsfald - Fødsler |
|                    |

| Gregoriansk kalender | 1511 MDXI               |
| Ab urbe condita      | 2264                    |
| Armensk kalender     | 960 ԹՎ ՋԿ               |
| Kinesiske kalender   | 4207 – 4208 庚午 – 辛未 |
| Etiopisk kalender    | 1503 – 1504             |
| Jødisk kalender      | 5271 – 5272             |
| Hindukalendere       |                         |
| - Vikram Samvat      | 1566 – 1567             |
| - Shaka Samvat       | 1433 – 1434             |
| - Kali Yuga          | 4612 – 4613             |
| Iransk kalender      | 889 – 890               |
| Islamisk kalender    | 917 – 918               |

Konge i Danmark: Hans 1481-1513
Se også 1511 (tal)

## Begivenheder
- Danmark i krig mod Lübeck 1510-1512

## Født
- 9. juli – Dorothea af Sachsen-Lauenburg, dansk dronning (død 1571).